# 雅安粘体虫
雅安粘体虫（学名：Myxosoma yaanensis）为粘体科粘体虫属的动物。在中国，分布于四川等，营寄生生活，寄生在重口裂腹鱼的肾。